# La Maison solitaire

La Maison solitaire (Dom na pustkowiu en polonais, parfois traduit comme « Une maison dans le désert » ou « Une maison au milieu de nulle part ») est le premier des films du réalisateur polonais Jan Rybkowski, tourné en noir et blanc dès 1947 puis plusieurs fois modifié après sa sortie pour le Festival du film de Venise en 1949 pour répondre aux exigences historiographiques du parti communiste polonais et de l'URSS concernant l'Insurrection de Varsovie de 1944, et qui ne sera distribué qu'au début des années 1950 dans plusieurs pays.

## Synopsis
L'intrigue est un drame intimiste en huis-clos pendant la Seconde guerre mondiale, qui voit Hubert, un jeune ingénieur polonais, se réfugier dans une maison isolée, cachée au milieu des dunes, où vivent Kazia, une vieille dame timorée et sa nièce, la jeune Basia.
Lui était entré dans un réseau de Résistance, avait été capturé par les Allemands avant qu'un autre groupe de résistants organise son évasion. Les femmes l’acceptent avec réticence et crainte. L'amour émerge entre lui et Basia. La jeune fille et sa tante se joignent à ses activités. Après le soulèvement dans la capitale, Hubert quitte sa maison près de Varsovie et s'installe le vieux Varsovie pour opérer une petite usine de munitions.

## Fiche technique
- Durée : 85 minutes
- Date de sortie :
  - Italie : 27 août 1949
  - Pologne : 27 mars 1950
  - Allemagne de l'Est : 13 avril 1951
  - France : 23 mai 1951, après une première présentation au Palais de la Mutualité en février 1951.

## Distribution
- Aleksandra Śląska : La nièce Basia
- Jerzy Sliwinski : Hubert
- Maria Gella : La tante Kazia
- Halina Drohocka : L'enseignante
- Edward Dziewonski : Le Résistant
- Michal Melina : Le médecin, oncle d'Hubert

## Arrière-plan historique
L'arrière-fond historique du film et ses scènes finales étaient à l'origine centrés sur la libération de Varsovie à la fin de l'été 1944, qui dure du 1er août au 2 octobre, mettant fin à la seconde guerre mondiale dans cette ville, et au cours de laquelle le héros décédait, tandis que l'intrigue sentimentale dominait largement cette intrigue. Les deux transformations profondes subies par le film en 1950 et 1951 réduisent l'importance de l'histoire sentimentale et suppriment son décès à la fin du film.
Dans le ghetto de Varsovie, les déportations par les Allemands avaient commencé dès juillet 1942, divisant par dix sa population, selon Zachary Mazur, historien du musée de l’histoire des juifs de Pologne, amenant le 19 avril 1943 des centaines de combattants à prendre les armes contre les nazis venues liquider définitivement le ghetto, mais sans grand espoir: le 16 mai 1943, l’occupant nazi l'emporte et brûle les immeubles du ghetto un à un. Parallèlement, Staline a créé en URSS en février 1943 une association des patriotes polonais, rebaptisée "comité national" le 1er janvier 1994 puis "comité de libération nationale" le 1er juillet 1944 et enfin "comité de Lublin" début 1945, et De Gaulle est poussé par Staline à une "certaine reconnaissance" de ce comité lors de son voyage à Moscou de décembre 1944, alors même qu'il était parfaitement conscient de la situation polonaise.
En 1944, le soulèvement de Varsovie est dirigé militairement contre les Allemands mais aussi politiquement contre l'URSS et ses soutiens, les communistes polonais: l'Armée de l'Intérieur prévoit en effet de libérer elle-même la capitale afin de conforter le gouvernement de la République de Pologne en exil, avant l'arrivée de l'Armée rouge, qui stoppe alors son offensive vers Varsovie peux deux mois, alors qu'elle est aux portes de la capitale et refuse de fournir une assistance sérieuse au soulèvement, ou même de faciliter la tâche aux parachutages d'armes anglais et américains, les insurgés mal armés n'obtenant la capitulation allemande que le 3 octobre 1944.
Au siècle suivant, L'Insurrection de Varsovie (film), le souci d'exactitude malmené par la commission de censure entre 1949 et 1951, donnera lieu ç un film documentaire polonais réalisé par Jan Komasa, sorti en 2014 et produit par le Musée de l'Insurrection de Varsovie sur une idée originale de son directeur Jan Ołdakowski, avec d’authentiques chroniques d’actualités muettes et en noir et blanc, sélectionnées et travaillées tant en colorisation qu'en sonorisation.

## Scénariste
Pour son premier film, Jan Rybkowski fait appel aux services de Jerzy Kawalerowicz, scénariste polonais qui fait partie de « l'école polonaise » aux côtés d'Andrzej Wajda, Andrzej Munk, Kazimierz Kutz ou Wojciech J. Has, dont le film Train de nuit va acquérir une notoriété internationale au festival de Venise en 1959.

## Tournage et censure

### La mise en place de la censure
Après la guerre, les cinéastes critiquent la coopération de l’appareil du parti communiste polonais avec les structures du cinéma, contrôlées par Stanisław Albrecht (1901-1994), directeur de l'entreprise d'État "Film Polski" et responsable de la Commission cinématographique du Comité central du PC polonais, qui va créer en 1951 un "Office central de la cinématographie", subordonné au Conseil des ministres, dont il devint président de 1952 jusqu'en 1955. Dès mai 1949, dans une conversation avec Jakub Berman, chef des services de la Sécurité de l'État polonais, considéré comme l'exécutant de Staline, Stanisław Albrecht lui dit que les "comités de programme" culturels du Comité central du PC polonais "jouent le rôle pratique de censeur" au lieu de soutien à la production. Jakub Berman détient alors, parallèlement, un rôle de premier plan dans la vague d'arrestations, et parfois d'exécutions, d'anciens dirigeants de la Résistance polonaise.
Avant ce film, le réalisateur de La Maison solitaire avait d'abord été directeur artistique de Two Hours, film dramatique réalisé par Wanda Jakubowska, achevé dès 1946, sous la forme d'une version originale qui s'intitulait "De 9 à 11" et qui ne sera recréé que 11 ans plus tard, le 9 décembre 1957, dans une version entièrement refaite mais si différente de la précédente qu'Ewa Szelburg-Zarembina, autrice du scénario, demandera que son nom soit retiré du générique.
À la suite des rumeurs selon lesquelles le tournage de Two Hours, avait été arrêté, les cinéastes apprennent en 1949 le projet de refaire le film, alors que la cinéaste qui y travaille vient d'obtenir un succès avec "La Dernière Étape", sorti le 28 mars 1947 sur les écrans polonais et en France en septembre 1948, le premier dont l'action se situe presque exclusivement au camp d'Auschwitz-Birkenau. Son directeur artistique, placé en position de force relative par ce succès, se consacre alors à La Maison solitaire, qui n'échappera cependant pas à la censure. En mars 1948, le projet de ce nouveau film fut accepté pour la production, mais le scénario sera retravaillé à plusieurs reprises. Il est projeté pour la première fois à la Mostra de Venise en août 1949 et ne convient pas au PC polonais.
La deuxième projection, après d'importantes modifications, a lieu en novembre 1949, lorsqu'est organisé, avec pour but d’instaurer "une nouvelle politique culturelle", le "Congrès de Wisla" au cours duquel le PC polonais consolide sa prise du pouvoir et règle  "définitivement ses comptes avec ses derniers opposants" en fixant aux cinéastes l’obligation « d’imprégner chaque œuvre cinématographique d’un réalisme socialiste puissant ». Au cours de cette deuxième projection, le film ne convient pas, malgré les modifications opérées depuis Venise, il est même fortement critiqué. Il sortira quand même en Pologne peu après, le 27 mars 1950, après de nouveaux changements.
Entre-temps, le 13 décembre 1949, afin de coordonner les activités des créateurs, et pas seulement des artistes du cinéma, une Commission centrale du répertoire a été créée pour éliminer les "arts nuisibles" et recommander "les arts utiles".
En 1950, pas un seul nouveau film n'est produit en Pologne, car depuis le Congrès de Wisła, le réalisme socialiste est devenu une présence permanente dans le cinéma polonais, seuls émergeront les années suivantes quelques films conformes à l’idéologie communiste
, comme "La Jeunesse de Chopin", d'Aleksander Ford en 1952, biographie du compositeur réduite à l'image d'un artiste-ami du peuple.
D'autres films, en préparation, inquiètent, comme Soldier of Victory, qui "concerne l'armée polonaise" directement, décrivant la vie du Polonais Karol Świerczewski, combattant de la Guerre civile espagnole, que  Staline chargea d'organiser les armées polonaises d'URSS, écarté du commandement d'août à septembre 1944, idolâtré après sa mort en 1947 mais à qui on reprochera dans les années 1980 son rôle dans l'installation du régime communiste en Pologne. La seconde partie dépeint finalement sa vie de 1944 à 1947. Le film reçoit "constamment de nouvelles corrections de scénario" avec des remarques écrites du maréchal Rokossovsky. L'autrice Wanda Jakubowska est protégée par sa notoriété mais doit se résoudre au licenciement du co-auteur Jerzy Borejsze. Le film ne sortira qu'en 1953.
Au cours de la même année 1949, La Ville sauvage (The Untamed City), un autre film controversé domine aussi l'actualité polonaise, mais lui sort déjà dans les salles de cinéma, "avant même que le scénario ne soit accepté", puis est arrêté. Il aborde les mêmes sujets délicats concernant la libération de Varsovie à l'été 1944. Lors d'une réunion de la Direction générale du cinéma polonais (DGCP), il "est critiqué pour sa nocivité politique": il est décidé de proposer à la direction du PC polonais de renoncer même à "toute tentative d'amélioration du film". Malgré cette proposition, la projection dest autorisée après des changements importants: des insurgés de l'Armée populaire sont introduits dans le scénario, dont le centre de gravité passe de la destruction de la ville à sa libération et la coopération alléguée des résistants avec les troupes soviétiques.
Lors de la réunion de la DGCP a été évoqué son "éventuelle projection" en France, via une version française, partiellement produite en France, que la DGCP n'a pu visionner encore. Puis Jerzy Putrament, ambassadeur de Pologne en France, décide de ne pas autoriser sa projection au festival de Cannes. Dans une lettre au ministère de la Culture, il invoque une "politisation naïve, vulgaire et grossière", qui risque de le rendre ridicule, dans une lettre critiquée par des membres du Comité central du PC polonais, qui estiment alors que "même pour un ambassadeur, il est malsain de rester à l'étranger depuis trop longtemps". Une version polonaise distribuée en 1950 "s'écarte presque complètement du scénario original", tandis que la musique est changée, mais même "malgré les changements", les auteurs "n'ont pas évité les vives critiques des autorités".

### Modifications du film
Le réalisateur Jan Rybkowski, déporté à Dresde pendant la Seconde Guerre mondiale pour y travailler de force sous domination nazie, a commencé à travailler sur ce film dès 1947, mais en raison de réserves des autorités polonaises du cinéma et du ministère de la Culture, le film n'a dans un premier temps pas été distribué, afin d'y ajouter des éléments d'apologie du pouvoir communiste et il a fallu retourner de nouvelles scènes. De nombreux propos politiques et de propagande ont été ajoutés au scénario original, ce qui a complètement changé le message qu’il transmet.
Dans cette perspective, la résistance communiste devait être présentée comme la seule force active
à se battre avec les Allemands, et tout signe d’appartenance à cette résistance, comme une maison dans la nature sauvage, devait être perçue comme admettant cette option idéologique. La critique souligne que l’environnement de travail des personnages est la racine de leur lutte préparant la confrontation finale avec l’ennemi. On les voit écouter une message radio appelant à combattre la gloire de la patrie à côté de l’Armée rouge.
Le film devait être une histoire d'amour sur fond à peine esquissé des dernières années de la guerre, à partir d'un scénario et d'une idée de Jarosław Iwaszkiewicz, se terminant par la mort du héros lors de l'insurrection et le baptême de son fils le jour du libération, mais les changements ultérieurs ont affaibli l'histoire d'amour lyrique et tragique, pour renforcer la motivation politique du personnage principal,.
Les scènes de l'insurrection de Varsovie sont supprimées, des épisodes ajoutés qui présentent certains personnages sous forme quelque peu caricaturale. La fin du film, devenue optimiste, met surtout en scène la "Résistance armée" entrant dans le pays via une alliance fraternelle avec l’armée soviétique, au mépris de la réalité historique. La dernière scène montre le fils d'Hubert et Basia travailler à la construction de Trasa WZa, artère majeure de Varsovie qui relie Praga à l'est au centre-ville, d'Est en Ouest. La version finale distribuée en 1950 n'a "plus grand-chose en commun avec le scénario d'Iwaszkiewicz", sans pour autant satisfaire.

## Réception en Pologne
Dans la Pologne communiste d'après-guerre, le film est au programme débats des commissions de censure", qui va tenter de « charcuter » et même « défigurer » le film mais en utilisant une forme de pressions relevant du tact et de la diplomatie dans un premier temps,.
Le critique de cinéma polonais Włodzimierz Sokorski a écrit que l'œuvre n'a pas surmonté les « tendances nationalistes de droite », qu'elle a été « temporairement retardée » et avait une « fausse connotation idéologique et artistique », promouvant « un faux concept de solidarité nationale et de pseudo-humanisme bourgeois ». Krzysztof Teodor Toeplitz, autre critique de cinéma polonais proche du nouveau pouvoir communiste, a estimé que les réécritures collégiales du scénario ont transplanté en Pologne « les principes de coopération largement utilisés en Union soviétique » mais déploré que le film n'ait que « l'apparence d'être révolutionnaire »

## Réception en France
Le film fait l'objet d'une une première présentation au Palais de la Mutualité en février 1951, à l'occasion d'un grand meeting en commémoration des résistants des FTP MOI, victimes de l'Affiche rouge, qui fait l'objet en février 1951 d'une page de présentation, dans le quotidien national communiste Ce soir du 22 février 1951, disparu deux ans après. Au même moment, l'hebdomadaire communiste Regards, né au moment du Front populaire, "consacre dans son numéro de février un long article à Manouchian et aux FTP Moi et aux FTP MOI, rappelant le sacrifice des FTP étrangers".